# Rosemarie Bowe
Rosemarie Bowe (Butte, 17 settembre 1932 – Cuernavaca, 20 gennaio 2019) è stata un'attrice statunitense.
Nata a Butte, nel Montana, Bowe crebbe a Tacoma, Washington. Iniziò la sua carriera di modella a Los Angeles, in California, prima di essere lanciata sul grande schermo in brevi ruoli non accreditati. Il suo primo ruolo importante fu una parte di supporto nel film d'avventura Le avventure di Hajji Babà (1954). Interpretò diversi ruoli da protagonista prima di ritirarsi ufficialmente dalla recitazione dopo la sua apparizione nel film Il grande imbroglio (1986) di John Cassavetes.
Fu sposata con Robert Stack dal 1956 alla morte di lui, avvenuta nel 2003.

## Filmografia parziale

### Cinema
- Le avventure di Hajji Babà (The Adventures of Hajji Baba), regia di Don Weis (1954)
- Il treno del ritorno (The View from Pompey's Head), regia di Philip Dunne (1955)
- The Big Bluff, regia di W. Lee Wilder (1955)
- The Peacemaker, regia di Ted Post (1956)
- Una notte movimentata (All in a Night's Work), regia di Joseph Anthony (1961)
- Il sigillo di Pechino (Die Hölle von Macao), regia di James Hill (1967)
- Il grande imbroglio (Big Trouble), regia di John Cassavetes (1986)

### Televisione
- La legge di Burke (Burke's Law) – serie TV, episodio 1x14 (1963)
- Murder on Flight 502, regia di George McCowan (1975)
- Making of a Male Model, regia di Irving J. Moore (1983)